# Římskokatolická farnost Sezimovo Ústí
Římskokatolická farnost Sezimovo Ústí je územním společenstvím římských katolíků v rámci táborského vikariátu českobudějovické diecéze.

## O farnosti

### Historie
Původní poddanské město Ústí, které patřilo Sezimům z Ústí, jedné z větví rodu Vítkovců (Rožmberků), vzniklo kolem roku 1262. Zřejmě se dobře rozvíjelo, protože se v něm záhy usadili řeholníci dominikánského řádu (k jejichž zvykům patří usazování se pouze ve větších městech). Městečko bylo v roce 1420 zničeno tábority a jeho obyvatelé buď uprchli do bezpečí, nebo se přidali k husitům a odešli do nedalekého Tábora.
Až v roce 1827 bylo blíže původního městiště založeno nové městečko, které dostalo název Starý Tábor. V roce 1835 byl postaven z finančních prostředků, věnovaných Terezií Rieglovou (vdovou po koželužském mistrovi z Tábora) pozdně empírový kostel, dedikovaný Povýšení sv. Kříže. V místě ovšem nebyla zřízena místní duchovní správa, území městečka bylo přifařeno k táborskému děkanství. V letech 1906–1907 byl postaven dům, určený jako obydlí duchovního správce (pozdější fara), ale i přesto zůstalo u toho, že Starý Tábor zůstal přifařen k Táboru. V roce 1920 bylo městečko přejmenováno na Sezimovo Ústí. Samostatná farnost zde byla zřízena až z rozhodnutí biskupa Antonína Lišky k 1. lednu 2000. Farnost mimo samotného městečka zahrnula také malou část Tábora, Sídliště Nad Lužnicí.

### Duchovenstvo farnosti

#### Duchovní správcové
- 2000–2011 R.D. Václav Hes (ex currendo z Tábora)
- 2011–2014 R.D. Petr Plášil (ex currendo z Tábora)
- od r. 2014 R.D. Michal Pulec (ex currendo z Tábora)

#### Kněží - rodáci z farnosti
- R.D. Mgr. Ing. Jan Kulhánek, primiční Mši svatou slavil v kostele Povýšení sv. Kříže v Sezimově Ústí 29. června 2016, působí jako farní vikář v Sušici a administrátor ex currendo v Kašperských Horách.

### Současnost
Farnost nemá sídelního duchovního správce (kterého ostatně neměla po většinu své existence po roce 2000) a je spravována ex currendo z Tábora.
| Kostel                    | Místo         | Bohoslužba          | Bohoslužba                                                  | Poznámka     |
| ------------------------- | ------------- | ------------------- | ----------------------------------------------------------- | ------------ |
| Kostel Povýšení sv. Kříže | Sezimovo ústí | neděle úterý sobota | 10.15 (Mše sv.) 18.00 (Mše sv., pak nešpory) 8.00 (Mše sv.) | farní kostel |
| Na faře                   | Sezimovo Ústí | středa pátek        | 8.00 (ranní chvály)                                         | jiný prostor |